# المقاحف (ملحان)

تعديل مصدري - تعديل

المقاحف هي إحدى قرى عزلة بدح بمديرية ملحان التابعة لمحافظة المحويت، بلغ تعداد سكانها 105 نسمة حسب تعداد اليمن لعام 2004.